# Emerald Group Publishing
Emerald Group Publishing és una empresa editorial de llibres i revistes acadèmiques en els camps de la gestió, economia, educació, estudis de biblioteca, cura de salut, i enginyeria. Va ser fundat al Regne Unit el 1967 i té la seu a Bingley. Opera a tot el món amb oficines i associats a Austràlia, Brasil, Xina, la República Txeca, Dubai, India, Indonèsia, Japó, Lituània, Malàisia, Mèxic, Singapur, Sud-àfrica, Corea del Sud, Turquia, i els Estats Units. Entre les seves publicacions més destacades, hi ha Journal of Documentation.